# François Dumartheray
François Dumartheray, né à Collonges (Haute-Saône) le 27 janvier 1842 et mort début septembre 1931, est un représentant de commerce et militant communiste libertaire. Il collabore avec Pierre Kropotkine au journal Le Révolté. Il est membre de l'Association internationale des travailleurs et de la Fédération jurassienne.

## Biographie
Arrêté et condamné en mai 1870, pour son appartenance à la Première Internationale, il est amnistié en septembre à la proclamation de la Commune de Lyon.
Il se réfugie à Genève en Suisse. Il y est le délégué de la section genevoise L'Avenir au Congrès de la Fédération jurassienne en septembre 1873, et à ceux qui suivront.
En 1877, il participe à la constitution d'une Fédération française anti-autoritaire qui tient son premier congrès à la Chaux-de-Fonds.
Le 22 février 1879, avec Kropotkine et Georges Herzig, il fonde à Genève le journal Le Révolté.
Il élabore le concept de communisme libertaire qui est adopté par la Fédération jurassienne lors de son congrès du 9 et 10 octobre 1880.
À l'amnistie de 1880, il ne rentre pas en France et reste à Genève, où il réside encore en 1927.

## Commentaire
Selon Pierre Kropotkine :
« avec deux amis, Dumartheray et Herzig, je lançai à Genève, en février 1879, un nouveau journal bimensuel sous le titre Le Révolté. Je dus me charger de le rédiger presque en entier. Nous n'avions que vingt-trois francs pour commencer le journal, mais nous nous mîmes tous à l'œuvre pour obtenir des abonnements et nous réussîmes à faire paraître le premier numéro. [...]
Dumartheray et Herzig me soutinrent de tout leur pouvoir dans cette entreprise. Dumartheray était issu de l'une des plus pauvres familles de paysans de la Savoie. Son instruction n'était pas allée au-delà des premiers rudiments de l'école primaire. I1 était cependant un des hommes les plus intelligents que j'aie jamais rencontrés. Ses jugements sur les évènements courants et sur les hommes étaient si justes et marqués au coin d'un si rare bon sens qu'ils étaient souvent prophétiques. Il était aussi un des plus fins critiques de la nouvelle littérature socialiste et il ne se laissait jamais prendre au simple étalage de belles paroles ou de prétendue science. [...]
Je pouvais me fier complètement au jugement de ces deux amis. Quand Herzig fronçait le sourcil et murmurait: «Oui, bien, cela peut aller,» je savais que cela n'irait pas. Et quand Dumartheray, qui se plaignait toujours du mauvais état de ses lunettes, lorsqu'il lui fallait lire un manuscrit mal écrit et qui préférait pour cette raison lire les épreuves de mes articles, interrompait sa lecture pour s'écrier: «Non, ça ne va pas!» —je comprenais aussitôt que quelque chose ne marchait pas, et je cherchais à découvrir la pensée ou l'expression qui avait provoqué ce mouvement de désapprobation. Je savais qu'il était inutile de lui demander: «Qu'est-ce qui ne va pas?» Il m'aurait répondu: «Eh l ce n'est pas mon affaire ; c'est la vôtre. Ça ne va pas ; c'est tout ce que je vous dis.» Mais je sentais qu'il avait raison, et je m'asseyais simplement pour retoucher le passage, ou bien, prenant le composteur, je composais à la place un nouveau passage. [...]
Dumartheray n'en était que plus ardent et plus rempli d'espoir. — «C'est bien, disait-il. Nous allons nous acheter une imprimerie avec trois mois de crédit, et dans trois mois nous l'aurons payée.» «Mais nous n'avons pas d'argent, nous n'avons que quelques centaines de francs,» objectai-je. «De l'argent? Quelle sottise ! Nous en aurons ! Commandons seulement les types tout de suite, et publions immédiatement notre prochain numéro — et l'argent viendra !» Encore une fois il avait jugé juste. Lorsque notre premier numéro sortit des presses de notre propre Imprimerie Jurassienne, quand nous eûmes expliqué les difficultés où nous nous trouvions et que nous eûmes publié en outre deux ou trois petites brochures, — nous aidions tous à l'impression — l'argent vint, le plus souvent en monnaie de cuivre et d'argent, mais il vint. Toute ma vie, je n'ai cessé d'entendre les partis avancés se plaindre du manque d'argent, mais plus je vis et plus je me persuade que notre principale difficulté ne réside pas tant dans le besoin d'argent que dans l'absence d'hommes, marchant avec fermeté et constance dans le droit chemin vers un but déterminé et inspirant les autres. Pendant vingt et un ans, notre journal n'a cessé de vivre au jour le jour, et, dans presque chaque numéro, nous faisions des appels de fonds à la première page ; mais tant qu'il y a des hommes qui persévèrent et consacrent toute leur énergie à une œuvre, comme Herzig et Dumartheray l'ont fait à Genève, et comme Grave l'a fait depuis seize ans à Paris, l'argent vient et les dépenses d'impression sont plus ou moins couvertes, principalement grâce aux sous des ouvriers. Pour un journal, comme pour toute autre entreprise, les hommes sont d'une importance infiniment plus grande que l'argent. »

## Œuvres
- Aux travailleurs manuels partisans de l'action politique, février 1876[3]..

## Notices
- Dictionnaire des anarchistes, « Le Maitron » : notice biographique.
- Dictionnaire biographique du mouvement ouvrier français, « Le Maitron » : notice biographique.
- Libcom : notice biographique.
- RA.forum : notice.
- L'Éphéméride anarchiste : notice biographique.
- Centre International de Recherches sur l'Anarchisme (Lausanne) : notice bibliographique.